# Cesare Mattei

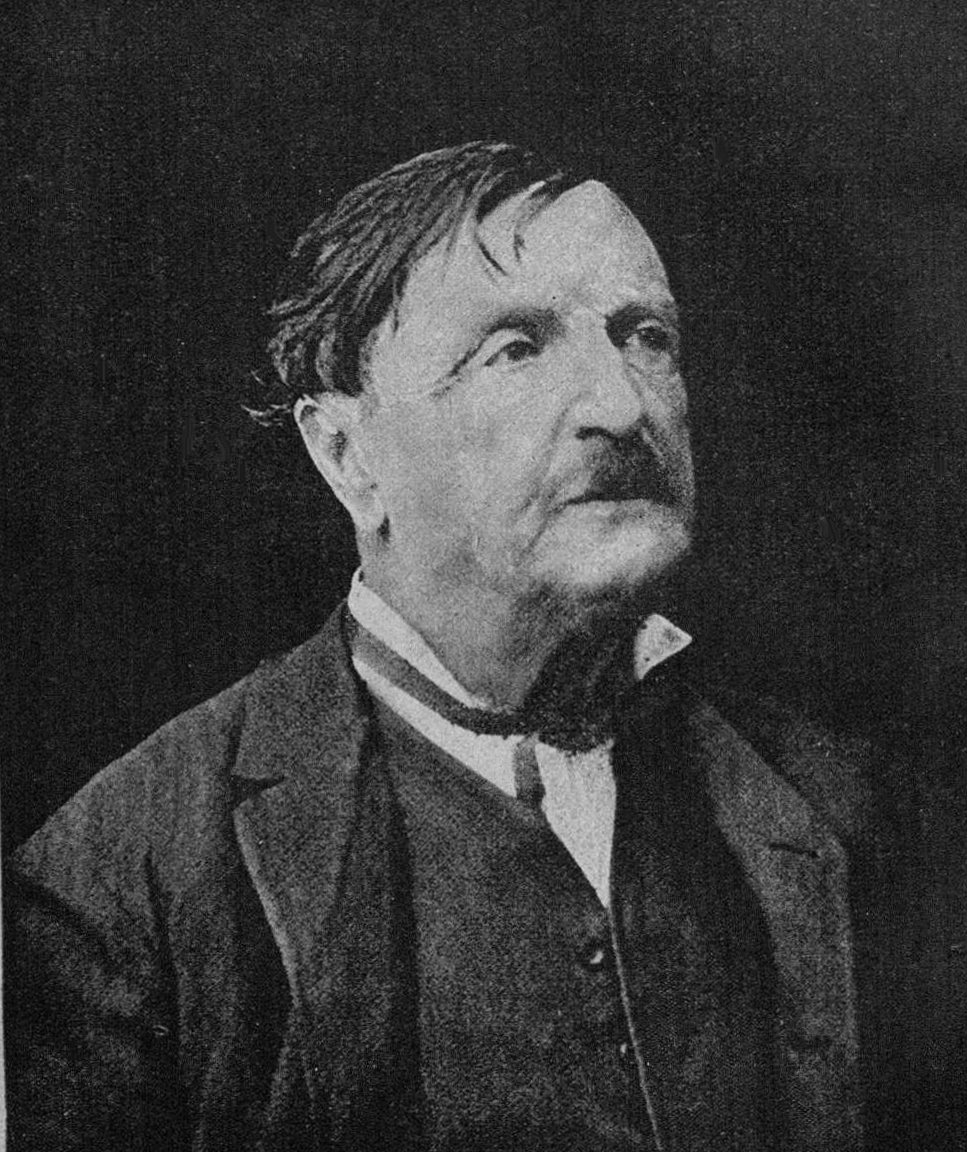
Cesare Mattei 1809–1896

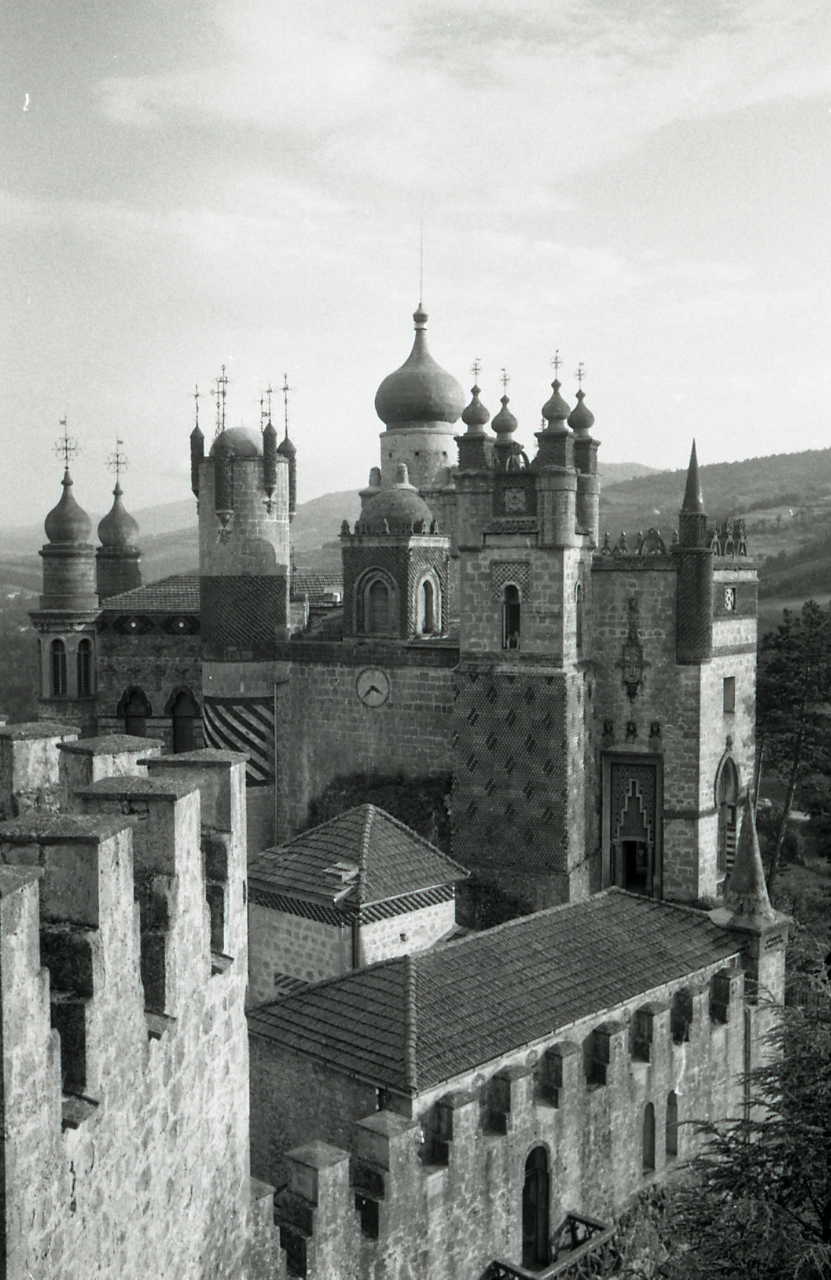
Rocchetta Mattei

Cesare Mattei (* 11. Januar 1809 in Bologna; † 3. April 1896 in Grizzana Morandi) war ein italienischer Adliger, Literat, Politiker, Homöopath und bekannter Wunderheiler des 19. Jahrhunderts. Mattei ist der Begründer der Elektrohomöopathie.

## Leben und Wirken

### Bologna
Mattei wuchs in einer wohlhabenden Familie in Bologna auf. Der Dichter und Philosoph Paolo Costa (1771–1836) beeinflusste ihn sehr. 1837 gehörte Mattei zu den Gründern der Cassa di Risparmio in Bologna. Nachdem er dem Vatikan Ländereien in Comacchio geschenkt hatte, die strategische Bedeutung zum Zurückdrängen der Österreicher besaßen, erhielt er 1847 von Papst Pius IX. den Titel eines Grafen.
In Bologna beteiligte er sich an der Gründung der Nationalgarde. Dabei hatte er vom 16. August 1847 bis zum 6. März 1848 die Aufgabe, die Einzeichnung der Bürger in die Listen und die Bewaffnung der neugeschaffenen Garde zu überwachen. Am 6. März wurde ihm ein Bataillonskommando übergeben und er stieg in dieser Funktion bis zum Rang eines Obersten auf. Im Mai 1848 wurde er ins Parlament gewählt, legte sein Mandat aber am 15. Oktober 1848 nieder.

### Rocchetta Mattei
1850 erwarb Mattei in Grizzana Morandi einen Felsen mit den Resten eines aus dem 12. Jahrhundert stammenden Castells und er ließ dort im maurischen Stil das Phantasieschloss Rocchetta Mattei aufbauen. In einem Turm, nur vermittelst einer stählernen Zugbrücke zugänglich, richtete er sich 1859 ein Laboratorium ein. Hier entwickelte er seine „Elektrohomöopathie“. Auf Schloss Rocchetta Mattei soll er auch Prominente wie König Ludwig von Bayern und Zar Alexander II. mit seiner Elektrohomöopathie behandelt haben.

## Elektrohomöopathie – die «Spezifica» nach Mattei
Die Matteische Elektrohomöopathie kann als eine Abwandlung der Hahnemannschen Homöopathie mit Bezügen zur alchemistischen Spagyrik und Humoralpathologie verstanden werden. Mattei verabreichte Streukügelchen, sog. Globuli, die mit geheimen selbstentwickelten „Elektrohomöopathica“ getränkt waren, von denen 37 zur Verfügung standen. Genaue Angaben zu seinen Mitteln veröffentlichte Mattei nicht, sondern hielt die Informationen geheim. Nach seinem Tode wurde bekannt, dass es sich um spagyrisch aufbereitete Substanzen pflanzlicher Herkunft handelte. Ziel war eine Behandlung des Gesamtorganismus, da er der Überzeugung war, dass bei jeder Erkrankung der gesamte Organismus betroffen sei und nicht lediglich ein einzelnes Organ.
Mattei behauptete, aus einer Pflanze „vegetabilische Elektrizität“ extrahiert zu haben, die er in Arzneimitteln zu konservieren suchte. Diese Mittel sollten „so schlagartig wirken wie der elektrische Strom“, weshalb er seinem Heilsystem den Namen „Elektrohomöopathie“ gab.
Aus Krankenakten geht hervor, dass zum Beispiel vom 16. Juli 1865 bis zum 15. Oktober 1867 in Matteis Praxisräumen in Bologna 20 000 Menschen behandelt wurden. In Bologna lernten Carl-Friedrich Zimpel und Arthur Lutze Matteis Heilmethode kennen. Papst Pius IX. erlaubte Mattei 1869, auch einen Teil des Hospitales Santa Tereza in Rom für Konsultationen zu benutzen. Darüber hinaus empfahl Pius IX. die Heilmethode den fernen Missionaren in Afrika, Indien, China, Australien sowie Zentral- und Südamerika.
Nach Matteis Tod führte sein Adoptivsohn Mario Venturoli (1858–1937) einige seiner Forschungen weiter.

## Schriften
- Annalen der Elektro-Homöopathie und Gesundheitspflege: Monatsschrift des elektro-homöopathischen Instituts in Genf (archiviert in E-Periodica)
- Elettromiopatia del Conte Cesare Mattei. Scienza nuova che cura il sangue e sana l'organismo. Libro dettato dal conte Cesare Mattei a bene dei popoli che la massima parte dei medici rifuta di curare con l'elettromiopatia. Bertero, Casale Monterrato 1878 (Italienische Originalausgabe). (Digitalisat)
  - Electro-homöopathische Heil-Methode des Grafen Cesare Mattei. Neue Methode, welche das Blut bessert, den Organismus heilt, vom Grafen Cesare Mattei zum Wohl der Völker veröffentlicht, deren Heilung mittels Electro-Homöopathie die meisten Ärzte verweigern. Hahn, Stuttgart 1879 (Erste deutsche Übersetzung, offensichtlich unautorisiert; mit wörtlich übersetztem Titel). (Digitalisat)
  - Elektro-Homoeopathie. Grundsätze einer neuen Wissenschaft dargelegt vom Grafen Cesare Mattei. Vom Verfasser einzig autorisierte deutsche Ausgabe. Manz, Regensburg 1883.
  - Die Elektro-Homöopathie. Grundsätze einer Neuen Wissenschaft. Einzige autorisierte deutsche Ausgabe. Nach den neuesten Erfahrungen bearbeitet und vermehrt von Theodor Krauß. Siebente verbesserte Auflage. Friedrich, Leipzig 1898.
  - Die Elektro-Homöopathie: Grundsätze einer neuen Wissenschaft dargelegt; durchgesehen und ergänzt von Eduard Bussum. 8. Auflage. Roll & Haas, Würzburg 1926.
- Elettro-omeopatia: nuovo vade-medum: nuova e vera guida ad ognuno che voglia curarsi da se stesso con la elettromeopatia. Tip. Mareggiani, Bologna 1883 (Italienische Erstausgabe).
  - Vademekum der Elektro-Homöopathie oder kurze Anleitung für einen jeden, welcher sich selbst vermittelst der Elektro-Homöopathie kurieren will. Nach neuesten Erfahrungen bearb. u. verm. v. Theodor Krauss [sic!]. Einzige autor. deutsche Ausg. 4. verb. Auflage. Strauch, Leipzig 1921.